# Inmigración europea en Filipinas
La inmigración europea en Filipinas se remonta desde la época colonial española a partir del siglo XVI, hasta casi el siglo XX. A continuación esta es la lista más importante de los inmigrantes que llegaron y formaron un rasgo de mestizaje en el país:

## Lista
- Inmigración alemana en Filipinas
- Inmigración británica en Filipinas
- Inmigración española en Filipinas
- Inmigración francesa en Filipinas
- Inmigración neerlandesa en Filipinas
- Inmigración portuguesa en Filipinas

- Datos: Q5916515